# علم الاجتماع الريفي

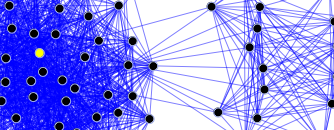

علم الاجتماع الريفي (بالإنجليزية: Rural Sociology)‏ هو أحد أقسام علم الاجتماع العام، وقد نشأ العلم حديثاً جداً، إلا أن فكرة المجتمع الريفي تعد فكرة قديمة قدم المجتمع الريفي ذاته. وعلم الاجتماع الريفي هو أحد الفروع التطبيقية لعلم الاجتماع العام، نشأ بداعي الحاجة العملية إليه أولاً في الولايات المتحدة الأمريكية حيث واجهت أمريكا في نهايات القرن التاسع عشر وبدايات القرن العشرين مشاكل كبيرة في ريفها المتنامي لم تستطع السياسات ولا التنظيمات الإدارية ولا وسائل الدعم التقني ولا جهود الخدمة الاجتماعية القيام بها.

## موضوعات علم الاجتماع الريفي
يهتم علم الاجتماع الريفي بمواضيع عديدة أهمها:
- دراسة مستوى معيشة أهل الريف، من خلال التعرف على طبيعة مصادر دخل الأفراد، والعائلات.
- دراسةُ أنماط الحياة في القرى في ظلِ العلاقات الاجتماعية التي تربط بين السكان.
- النظر في التركيبة السكانية لسكان الريف، أمن حيث التعرف على عدد المواليد، والوفيات، وغيرها.
- متابعة الهجرة التي تحصل من الريف إلى المدينة، ودراسة عند الأسباب التي أدت إلى الهجرة.
- العمل على دراسة الفروقات بين سكان المدينة والريف.
- دراسة العادات الريفية العامة أي الاهتمام بملاحظة النظم الاجتماعية في الريف مثل:
- الزواج
- العادات
- التقاليد
- التراث

## اهتمامات علم الاجتماع الريفي
يهتم علم الاجتماع الريفي بالتعرف على القضايا التي تواجه سكان الريف، وتأثر على حياتهم تأثيراً سلبياً.

### أهم القضايا التي تأثر على سكان الريف
- عدم وجود عدد كافٍ من وسائل النقل، والتي من شأنها أن تؤدي إلى عرقلة الحياة اليومية لسكان الريف، وخصوصاً الذين يعملون في القرى الأخرى، أو في المدن المجاورة.
- نقص الأعداد المناسبة للمدارس، مما يُؤدّي إلى اكتظاظ مدارس الريف بالطلبة، بسبب زيادة أعداد الطلاب، والتي لا تتناسب مع القدرة الاستيعابية للمدارس.
- صعوبة توفير وسائل الاتصال، وشبكة الإنترنت في أغلب قرى الريف، مما سيؤدي إلى حرمان الكثير من السكان من التواصل مع أقاربهم الذين يعيشون في أماكن بعيدة عنهم.